# Nederlands in België
Het Nederlands is de moedertaal van ongeveer 60% van de ruim 11 miljoen inwoners van België. Het is de enige officiële taal in het Vlaams Gewest en, naast het Frans, de gelijkberechtigde officiële taal in het Brussels Hoofdstedelijk Gewest. In het Brusselse Gewest is het Nederlands als omgangstaal echter grotendeels verdrongen door het Frans.
Het Belgisch-Nederlands, meestal Vlaams genoemd, is een variant van het Nederlands zoals die in België gebruikt werd en nog steeds wordt, en onderscheidt zich van het Standaardnederlands door haar accent en enkele typische woordkeuzen. De Nederlandse dialecten in België kunnen ingedeeld worden in het West-Vlaams, het Oost-Vlaams, het Brabants en het Limburgs. Hoewel het Brabantse dialect van de Brusselse volksbuurten, met name in de Marollen, met hun bevolking zo goed als verdwenen is, bestaan er nog steeds "Brusselse" taalvarianten waarin de invloed van het Brabants onmiskenbaar is.

## Veranderingen en conflicten
Er mag gesteld worden dat de positie van het Nederlands als omgangstaal in België vanaf de jaren zestig verbeterd is ten koste van het Frans, dat tot dan toe sterk overheerste in het politieke, economische en culturele leven. Hoofdoorzaken zijn de sterker geworden economische positie van Vlaanderen, de problematische situatie van de zware industrie in Wallonië vanaf de jaren 60, de internationalisering van het bedrijfsleven, de komst van Europese instellingen en de veranderde samenstelling van de bevolking in en rond de grotere steden.
De positie van het Standaardnederlands als algemene omgangstaal is versterkt ten koste van het voorheen bijna exclusieve gebruik van de dialecten als gesproken talen. Overigens is de status van het gesproken Nederlandse standaard zwevend, wat wil zeggen dat ze op het sociaal hogere niveau wel volgens de ook in Nederland geldende regels gebezigd wordt, maar op de lagere niveaus en vooral in de lokale communicatie in vele gradaties naar een dialect toeloopt. Lange tijd heeft een Vlaamse standaard als nauw aansluitende variant van het Standaardnederlands bestaan, het zogenaamde Schoon Vlaams. De gesproken standaard stond eveneens lange tijd onder de invloed van het Frans (Gallicismen) en daarbij had het Antwerps als dialect een hogere status, ook buiten deze stad.

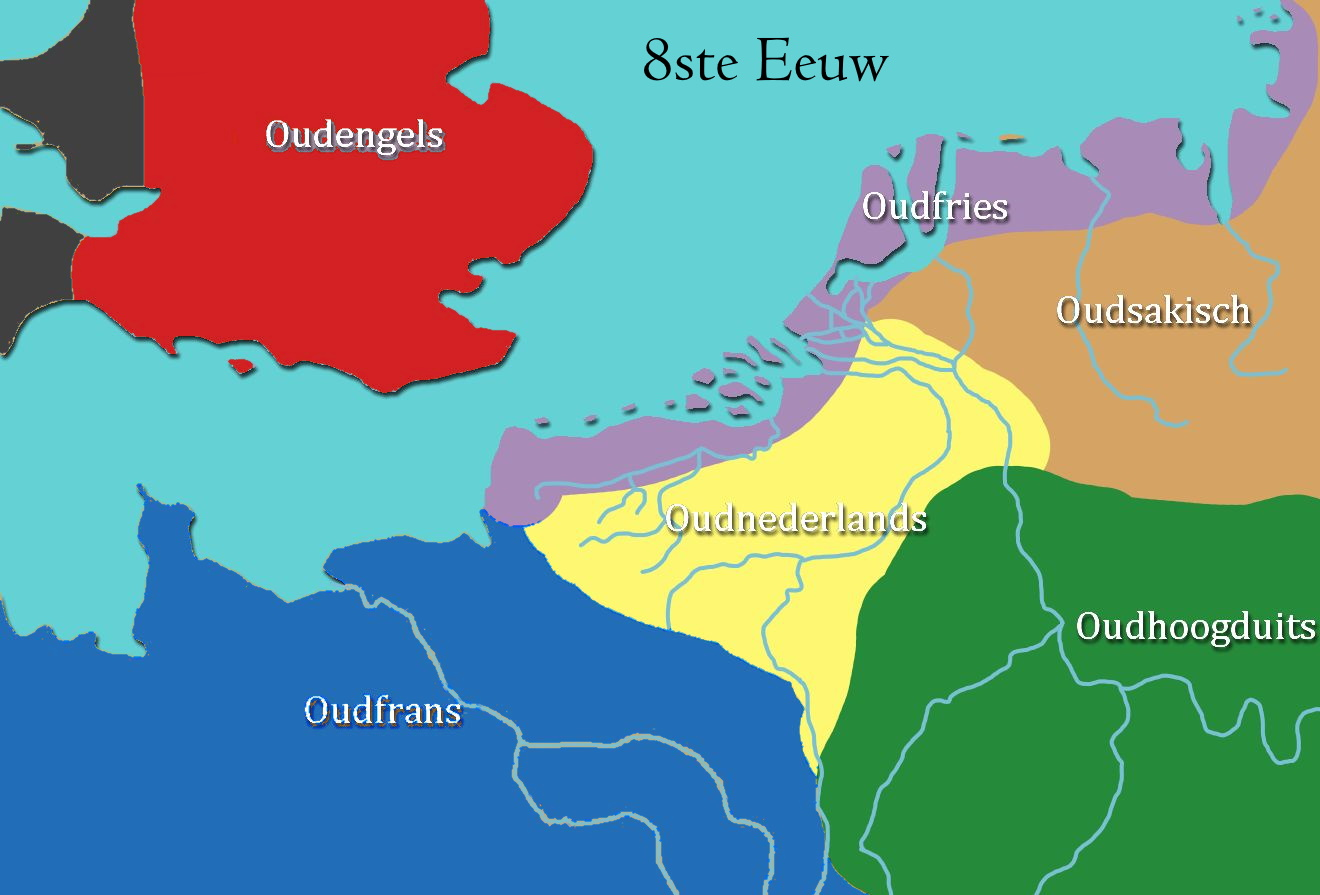
Talenkaart 7e eeuw

De taalgebieden van België
Nederlands
Frans
Duits
Nederlands en Frans

De hoge kwaliteit en de groei van het aantal Nederlandstalige scholen is een verklaring voor het groeiende succes van het Nederlandstalig Onderwijsnet in Brussel, dat vanaf 2010 zelfs kampt met een capaciteitstekort. Daartegenover is het Franstalig onderwijs in de hoofdstad vaak verouderd en te laag gefinancierd.
De kennis van het Frans als tweede taal bij Nederlandstaligen in Vlaanderen vermindert, vooral ten voordele van het Engels. In het onderwijs in Vlaanderen is het Frans nochtans een verplicht vak vanaf de lagere school, terwijl in Franstalig België gekozen kan worden tussen Engels en Nederlands en er pas Nederlands moet onderwezen worden vanaf het derde middelbaar.
De Vlaamse regering besliste daarom dat kinderen die rond hun achtste een taalachterstand voor Nederlands hebben, door de klassenraad uit het 'normale lescircuit' kunnen getrokken worden. Ze komen dan terecht in aparte klassen waar de prioriteit ligt op het wegnemen van de taalbarrière. De maatregel gaat in vanaf het schooljaar 2026-2027. Kinderen die in dat voltijdse traject terechtkomen - dat officieel 'taalheldklassen' wordt gedoopt - moeten zo snel mogelijk klaargestoomd worden om weer in het reguliere onderwijs te integreren.
Er zijn echter nieuwe ontwikkelingen zichtbaar. In Franstalige onderwijsinstellingen worden meerdere vakken in het Nederlands onderwezen. Sinds een pilootproject in 1989 voorziet de Federatie Wallonië-Brussel extra financiële steun voor scholen die immersieonderwijs aanbieden (EMILE), vooral in het Nederlands, maar ook in het Engels en Duits. Dergelijke programma's kunnen worden gevolgd vanaf de laatste kleuterklas doorheen het lager tot het middelbaar onderwijs. Anno 2015 was dit aanbod aanwezig in een driehonderdtal scholen, die er ruim 30.000 leerlingen mee bereikten. Brussel had toen 18 basis- en 17 middelbare scholen die immersieonderwijs aanboden aan ruim 4500 leerlingen. Die scholen hebben vaak wachtlijsten. In het Vlaams onderwijs is dit sinds 2014 wettelijk enkel mogelijk in het middelbaar onderwijs, waaronder een Nederlandstalige school in Brussel.

## Nederlands in Brussel
Het Brussels Hoofdstedelijk Gewest is officieel tweetalig Frans-Nederlands. Dit betekent dat het Nederlands er als bestuurstaal op gelijke voet staat met het Frans, wat op lokaal Brussels niveau vaak niet het geval is: in vele gemeentelijke en gewestelijke diensten, ziekenhuizen en het openbaar vervoer werken er weinig Nederlandssprekenden, ook in winkels en kantoren wordt het Nederlands weinig gebezigd.
Anderzijds is het Nederlands in Brussel belangrijk omdat de Vlaamse overheid er resideert, naast de federale overheidsdiensten, en vooral ook omdat er heel wat Vlamingen naar Brussel pendelen.
Het laatste decennium lijkt het Nederlands meer te worden gebruikt, zowel in het onderwijs, waar deze ontwikkeling al langer aan de gang is, als in het economische en sociale leven. In 2012 was 35% van het aantal instellingen met hoger onderwijs in Brussel Nederlandstalig. Het percentage deelnemers aan kleuter- en lager onderwijs dat in het Nederlands les kreeg naderde in 2013 de 25%. Het percentage deelnemers aan middelbaar en hoger onderwijs dat in het Nederlands les kreeg, was eveneens aan een opmars bezig en kwam in 2013 op 17%. Onder buitenlandse Brusselaars is eveneens een duidelijke stijging te zien in zowel aantal als percentage kinderen en volwassenen die voor Nederlandstalig onderwijs kiezen.
De Brusselse werkgelegenheidsdienst ACTIRIS investeert eveneens in de kennis van het Nederlands om de kansen van de werkzoekenden op de arbeidsmarkt te verbeteren. Naast klassieke groepslessen krijgen pas aangeworven werknemers sinds september 2016 onder bepaalde voorwaarden ‘taalcheques matching’. Hiermee kunnen ze gratis individuele taallessen Nederlands (of Frans voor de Nederlandstaligen) volgen.
De Dansaertwijk in hartje Brussel is de plek met een duidelijk zichtbare Vlaamse aanwezigheid. De wijk is een hotspot voor Nederlandstalige Brusselaars, heeft een hoge concentratie aan restaurants en cafés en is ook gekend voor heel wat moderne modehuizen en kledingswinkels, onder meer in de Dansaertstraat zelf. Hippe, Vlaamse Brusselaars, die in de stad zijn komen wonen, willen er graag vertoeven.

### Gebruik van het Nederlands in Brussel
De laatste officiële talentelling in Brussel dateerde van 1947. Toen waren de verhoudingen 24,24% Nederlandstalig en 70,61% Franstalig. Sindsdien zijn er geen officiële talentellingen meer uitgevoerd. Ze werden onder Vlaamse politieke druk afgeschaft omdat ze vaak onbetrouwbaar werden geacht en geen argument konden zijn om het Nederlands verder te 'minoriseren'. Maar er zijn andere bronnen om een idee te krijgen van de aantallen Nederlands- en Franstaligen in Brussel.
Op basis van verschillen bronnen, kan het aantal Nederlandstaligen in het Brussels Hoofdstedelijk Gewest momenteel worden geraamd op 5 tot 8 procent.
- Volgens het BRIO-taalbarometeronderzoek van 2013,[6] is de gesproken thuistaal de volgende:
  - Nederlands: 5,2%
  - Nederlands en Frans: 17,0%
  - Frans: 38,1%
  - Frans en andere taal: 23,2%
  - Noch Nederlands, noch Frans: 16,5%
- Onderzoek van 2010 door de UCL geeft de volgende cijfers over de inwoners van Brussel:[7][8]
  - 5,3% Nederlandstalige Belgen
  - 66,5% Franstalige Belgen
  - 28,1% Buitenlanders
- In 2010 worden 6,2% van aanvragen voor de inschrijving van een voertuig in Brussel in het Nederlands ingediend.[9][10] De andere 93.8% worden in het Frans ingediend.

- In 2011 ontvingen gemiddeld 7% van de Brusselse klanten van de grootste Brusselse telecomoperator Belgacom hun facturen in het Nederlands, 91% in het Frans en 2% in een andere taal.[11][12] Het aantal Nederlandstalige facturen bleek in het noordoosten van het gewest aanzienlijk hoger te liggen dan in het zuidwesten (8 tot 12% versus 3 tot 5%).

- In 2010 werden 7,61% van erkenningsaanvragen van medisch personeel (artsen, kinesitherapeuten, tandartsen, verpleegkundigen, et cetera) in Brussel in het Nederlands ingediend.[13][14]

- Bij de gemeenteraadsverkiezingen van 14 oktober 2018 bedroeg het aantal geregistreerde kiezers met een Nederlandstalig adres: 7,3% van het totaal aantal geregistreerde kiezers in het Brussels Hoofdstedelijk Gewest.[15] De verschillen zijn echter groot tussen de verschillende gemeenten: in de meest noordelijke gemeenten van het Brussels Hoofdstedelijk Gewest hadden ongeveer 11% van de kiezers een Nederlandstalig adres, terwijl dit in de meest zuidelijke gemeenten schommelde rond 4%.

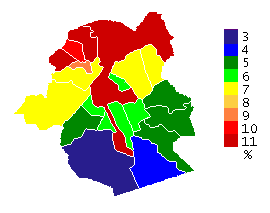
Aantal geregistreerde kiezers met een Nederlandstalig adres per Brusselse gemeente bij de gemeenteraadsverkiezingen van 14 oktober 2018.

## Nederlands in Vlaanderen
Nederlands is de officiële taal in Vlaanderen maar er zijn een aantal Vlaamse gemeenten in de rand rond Brussel met een Franstalige meerderheid, die officieel Nederlandstalig zijn met Franstalige faciliteiten.
Het aantal mensen in Vlaanderen dat in 2010 zijn voertuiginschrijving in het Frans heeft ingediend is zes keer hoger dan het aantal Nederlandstalige aanvragen in Wallonië.

## Nederlands in Wallonië
Ten oosten van de Vlaamse faciliteitengemeente Voeren ligt de Platdietse streek in de provincie Luik, waar een overgangsdialect tussen het Nederlands en het Duits gesproken wordt. Deze streektaal sluit nauw aan bij die van Nederlands Zuid-Limburg, het dialect van Eupen en van het aangrenzende Aken. Deze landelijke gemeenten, die hun 'Platdietse' karakter ondanks twee eeuwen van Franstalig bestuur hebben bewaard, bleven na de vaststelling van de taalgrens in 1963 officieel eentalig Frans, alhoewel er een wettelijke mogelijkheid voor faciliteiten voor het Nederlands of het Duits bestaat. Vanaf de jaren tachtig vestigen zich steeds meer, in Aken werkende Duitsers en Nederlandse Limburgers in deze streek. Zij versterken daar het Duitstalig en het Nederlandstalige element.
Er is ook een aanzienlijke inwijking geweest van Vlaamse arbeiders met hun gezinnen naar de Borinage en de Luikse industriegebieden. Deze inwijking vond plaats vanaf de 19e tot in het midden van de 20e eeuw. Het betrof hier meestal dialectsprekers die weinig of geen kennis hadden van het Standaardnederlands en vrij snel Franstalig werden. De conservatieve Belgische overheid en vooral de katholieke clerus zagen het socialisme in deze industriegebieden opkomen en vreesden een dergelijk 'sociaal risico' ook voor Vlaanderen. Ze stimuleerden daarom het trein- en tramverkeer met goedkope werkabonnementen, waardoor Vlamingen meestal in hun eigen omgeving konden blijven wonen.
In de jaren na de Tweede Wereldoorlog zijn heel wat Vlaamse landbouwers naar Wallonië verhuisd, vaak omwille van de omvang van de bedrijven daar en de aantrekkelijke prijs van de landbouwgrond. Tegenwoordig verhuizen jonge Vlaamse gezinnen uit verstedelijkte Nederlandstalige gebieden naar Waalse plattelandsgemeenten net over de taalgrens, omwille van de lagere prijs van de bouwgrond.
Het Nederlands is belangrijker geworden in het toerisme, met name in de Ardennen. Vlamingen en Nederlanders worden hier steeds meer benaderd in hun eigen taal. Ook het aantal eigenaars van campings, hotels en attracties dat het Nederlands machtig is, groeit of neemt Nederlands sprekende medewerkers in dienst.

## Talen in België
Officiële talen in België zijn:
- Nederlands (60%)
- Frans (40%)
- Duits (<1%)

Daarnaast zijn er door immigratie andere talen geïntroduceerd, vooral in de grotere steden, de Waalse industriegebieden rond Luik en de Borinage, het Limburgse mijngebied. In België hebben ongeveer 10% van de inwoners buitenlandse wortels, de grootste groepen zijn van Poolse, Italiaanse, Turkse en Marokkaanse origine. Wanneer deze inwoners worden meegeteld, wordt de taalverdeling ca. 55% Nederlands, ca. 35% Frans en 5% andere talen, met name Arabisch. 5% spreekt naast andere talen Nederlands of Frans.